# Риты (Аттика)
Риты (Рэты, Рейты, лат. Rheiti, др.-греч. Ῥεῖτοι, Ῥῖτοι от ῥέω — течь, литься, струиться) — два солёных водоема в древней Аттике, у Элевсина, на берегу Элевсинской бухты, на месте современного озера Кумундурон, у дороги из Дафниона. Название получили от одноимённого солёного источника на востоке. Озеро в сторону Элевсина было посвящено Деметре, в сторону Афин — Персефоне. Воды озёр использовались для очищения во время поклонения богиням. Рыбная ловля разрешалась только жрецам двух богинь. От озёр начиналось Рарийское поле.
Считалось, как сообщает Павсаний, что Риты вытекают из Эврипа.